# Municipio de El Caney
Municipio de El Caney är en kommun i Kuba.   Den ligger i provinsen Provincia de Santiago de Cuba, i den sydöstra delen av landet, 800 km sydost om huvudstaden Havanna.